# Fritz Zurbrügg
Fritz Zurbrügg (* 1960 in Zürich) ist ein Schweizer Ökonom. Er war von 2012 bis 2022 Mitglied des Direktoriums der Schweizerischen Nationalbank, ab 2015 Vizepräsident.

## Leben
Zurbrügg studierte Volkswirtschaftslehre an der Universität Bern. Er schloss sein Studium 1985 ab und promovierte 1989 zum Dr. rer pol. Er trat anschliessend in die Eidgenössische Finanzverwaltung ein. Von 1992 bis 1994 arbeitete er in der Afrika-Abteilung des Internationalen Währungsfonds (IWF) in Washington. Nach seiner Rückkehr in die Eidgenössische Finanzverwaltung leitete er die Sektion «IWF und internationale Finanzierungsfragen». Von 1998 bis 2006 war er Senior Advisor und Exekutivdirektor im Schweizer Büro beim IWF. Anschliessend übernahm er die Leitung der Abteilung «Finanzpolitik, Finanzausgleich, Finanzstatistik» der Eidgenössischen Finanzverwaltung. Der Bundesrat ernannte ihn 2010 zum Direktor der Eidgenössischen Finanzverwaltung und 2012 zum Mitglied des Direktoriums der Schweizerischen Nationalbank. Er übernahm das III. Departement (Finanzmärkte, Operatives Bankgeschäft und Informatik). Der Bundesrat ernannte in per Juli 2015 zum Vizepräsidenten, worauf er die Leitung des II. Departementes (Finanzstabilität, Bargeld, Finanzen und Risiken) übernahm. Ende Juli 2022 trat Zurbrügg in den Ruhestand, Nachfolger wurde Martin Schlegel. Er ist Vizepräsident des Stiftungsrats des International Center for Monetary and Banking Studies in Genf (Stand 2022).
2012 erhielt er die Ehrendoktorwürde der Universität Luzern.
Zurbrügg ist verheiratet und Vater von drei Söhnen.

## Schriften
- Einkommensentwicklung im Lebenszyklus. Paul Haupt, Bern 1990. Berner Beiträge zur Nationalökonomie; Bd. 58. ISBN 3-258-04183-0 (Dissertation)
- Fiskal- und Geldpolitik im Spannungsfeld stabilitätsorientierter Wirtschaftspolitik. Universität Luzern: Luzerner Universitätsreden; Nr. 25 ISBN 978-3-033-03885-1.